# Gerhard Kerschbaumer
Gerhard Kerschbaumer (Brixen, 19 de julho de 1991) é um ciclista italiano que participa em competições de ciclismo de montanha.
Nos Jogos Olímpicos de 2012 em Londres, no Reino Unido, ele terminou em décimo terceiro lugar na prova de cross-country.